# SS John W. Brown
Pour les articles homonymes, voir John Brown (homonymie) et Brown.

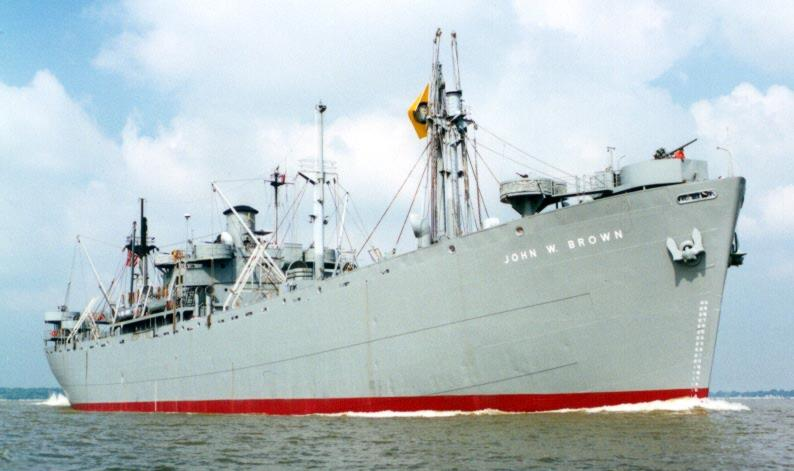
Le John Brown sur les Grands Lacs en 2000.

Le SS John W. Brown, aussi connu sous le nom de B-4611, est un Liberty ship, l'un des deux encore flottants (l'autre est le SS Jeremiah O'Brien à San Francisco). Le navire est aujourd'hui un musée, situé au quai 1 de Clinton Street dans le port de Baltimore (Maryland). Le navire a été nommé d'après un leader syndical américain des chantiers navals, John W. Brown, mort l'année avant son lancement.

## Historique
Le John W. Brown fut construit aux chantiers navals de Bethlehem-Fairfield de Baltimore et lancé en septembre 1942. Il fit 13 navigations en temps de guerre dans le golfe Persique et en Méditerranée, participant aux débarquements d'Anzio. Il participa également au débarquement de Provence en août 1944. À cette occasion, les canonniers de l'US Navy Armed Guard du John W. Brown ont sans doute abattu le seul avion ennemi de sa carrière mais cela n'a pas été confirmé.
Après la guerre, le John W. Brown a servi à transporter les américains pour aider l'Europe à se redresser et au retour, à rapatrier les troupes américaines vers les États-Unis. 
Après 1946, le navire fut loué par le gouvernement à la ville de New York, où il devint un lycée nautique flottant, le seul existant aux États-Unis. Il servit ainsi de 1946 à 1982, voyant passer des centaines d'élèves qui se destinaient à des carrières dans la marine marchande, l'US Navy ou les Garde-côtes. 
Le premier Project Liberty Ship vit le jour à New York pour préserver ce navire.  Il ne réussit pas à lui trouver un poste à quai à New York et le bateau fut remorqué jusqu'à la James River en Virginie au sein de la National Defense Reserve Fleet en juillet 1983, avec de sérieux doutes sur son avenir. 
En 1988, le Projet Liberty Ship Baltimore fut capable de le sauver et de le restaurer, lui trouvant une place dans le port de Baltimore, non loin de l'endroit où il avait été construit. En septembre 1988, le John W. Brown fut dédié comme musée mémorial lors de cérémonies au Dundalk Marine Terminal.
Après trois ans de restauration, le 24 août 1991, il navigua sur ses propres machines pour la première fois en 45 ans, achevant des essais à la mer dans la baie de Chesapeake. Un mois plus tard, le 21 septembre 1991, le John W. Brown emmena 600 personnes pour son voyage inaugural.
Le SS John W. Brown fut enregistré sur le Registre national des lieux historiques en 1997.
En 1994, il reçut de l’US Coast Guard la certification de capacité de cabotage et en avril fit son premier voyage en pleine mer depuis 1946, jusqu'au port de New York. En août 1994, il fit son premier voyage à l'étranger depuis 1946, à Halifax en Nouvelle-Écosse puis à Boston dans le Massachusetts et Greenport dans l'État de New York. En 2000, il se rendit sur les Grands Lacs pour mise en cale sèche et travaux sur la coque à Toledo.
En plus de son rôle de musée flottant, le John W. Brown continue d'aller en mer pour les Living History Day Cruises.

### Source
- (en) Cet article est partiellement ou en totalité issu de l’article de Wikipédia en anglais intitulé « SS John W. Brown » (voir la liste des auteurs).